# Elaphoglossum nesioticum
Elaphoglossum nesioticum är en träjonväxtart som beskrevs av Holtt. Elaphoglossum nesioticum ingår i släktet Elaphoglossum och familjen Dryopteridaceae. Inga underarter finns listade.